# Mariana Larroquette
Mariana Valeria Larroquette (* 24. Oktober 1992 in Ituzaingó, Provinz Corrientes) ist eine argentinische Fußballspielerin.

## Karriere

### Klub
Sie startete ihre Karriere im Jahr 2010 bei River Plate und wechselte Anfang des Jahres 2016 nach Chile, wo sie sich dem dortigen CF Universidad in Santiago de Chile anschloss. Von dort kehrte sie im Sommer 2017 wieder in ihr Heimatland zurück und schloss sich UAI Urquiza an. Erneut war sie hier einige Jahre aktiv, bis sie im August 2020 erstmals Südamerika verließ und nach Europa wechselte, wo sie sich Lyn Fotball in Norwegen anschloss. Nach dem Ende der dortigen Saison am Jahresende, verließ sie den Klub wieder und schloss sich Kansas City Current in den USA an. Somit spielte sie in der Saison 2021 erstmals in der NWSL. Nachdem sie hier zu einigen Einsätzen gekommen war, endete ihr Vertrag und sie wechselte nach Portugal, wo sie nun für Sporting Lissabon spielte. Nach dem Ende der dortigen Saison ging es für sie im Sommer 2022 ein weiteres Mal nach Nordamerika, diesmal schloss sie sich dem Club León in Mexiko an. Im Sommer 2023 wechselte sie erneut in die NWSL, wo sie seitdem bei Orlando Pride unter Vertrag steht.

### Nationalmannschaft
Nachdem sie von 2008 bis 2012 ein paarmal für die U20 auflief, mit der sie an den Weltmeisterschaften 2008 und 2012 teilnahm, kam sie mit der A-Nationalmannschaft bei der Copa América 2014 zu ihrem ersten großen Turnier, bei dem sie bei allen Partien zum Einsatz kam.
Ein Jahr später spielte sie mit ihrer Mannschaft auch bei den Panamerikanischen Spielen 2015. Auch bei der Copa América 2018 war sie dabei und wurde wiederum in allen Partien der Mannschaft eingesetzt. Durch den Erfolg bei den interkontinentalen Playoffs über Panama, bei welchen sie ein wichtiges Tor erzielte, qualifizierte sich Argentinien erstmals seit 2007 wieder für eine Weltmeisterschaft. Nach einer Teilnahme am Cup of Nations 2019 wurde sie für diese Weltmeisterschaft 2019 nominiert und kam hier in allen drei Spielen zum Einsatz.
Nachdem sie im Jahr 2020 ohne Einsatz geblieben war, kam sie im nächsten Jahr beim SheBelieves Cup 2021 wieder ein paarmal zu Einsatzzeit. Danach folgten Freundschaftsspieleinsätze und auch die Copa América 2022, bei welcher sie in fünf Spielen zum Einsatz kam und am Ende mit ihrem Team auf dem dritten Platz abschloss.
Am 8. Juli 2023 wurde sie für den finalen Kader bei der Weltmeisterschaft 2023 nominiert.